# Sophie Nordling (född 1862)
Ej att förväxla med Idun-skribenten Sophie Nordling (1839–1911)
Sophie Nordling, ursprungligen Sofia Ugren, född 28 mars 1862 i Gillberga församling i Värmlands län, var en svensk författare. 
Hon emigrerade till USA 1889 och var gift med Adolf Nordling.
Under 1910- och 1920-talen utgav hon tre böcker, två med motiv från den svenska Östersjökusten.